# Stävlö slott
Stävlö slott (äldre stavning Stäflö),är ett slott i Åby socken i Kalmar kommun.
Stävlö är ett av 1800-talets mest excentriska byggen, ritat av byggherren Carl Otto Posse själv, med släkten Posses vapen som mönster. Posse uppförde herrgårdsbyggnader även på sina två andra småländska gods (Björnö och Läckeby). Han var själv arkitekt vid alla byggena och började med ganska klassicistiska former men övergick med tiden åt en blandning av Kristian IV-renässans och medeltid. Han inspirerades av gårdar i Skåne som släkten byggde. 
Stävlö påminner en del om den nästan kulissaktiga stilblandningen som under kung Ludvig Filip I:s tid präglade den franska arkitekturen. Mittpartiet på slottet är fyra våningar högt, och varje parti blir en våning lägre och slutar med en envånings ändpaviljong på vardera sida. Avtrappningarna, liksom mittpartiets fronton pryds av snirklande voluter. Frontonen bär även en relief av Possevapnet. Till slottet ritade Posse även en romantisk park med slingrande stigar.
Släkten Posse lämnade Stävlö under 1880-talet. Den siste ägaren inom släkten var Carl Otto Posses son Fredrik Posse. Slottet ägs nu av familjen Johansson. Slottet är inte öppet för allmänheten.

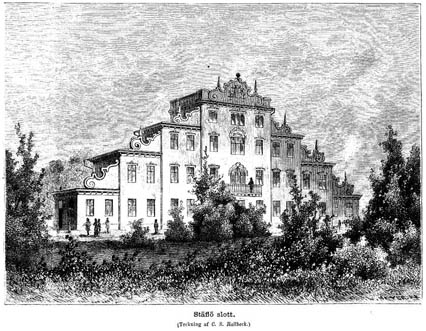
Stävlö på 1870-talet
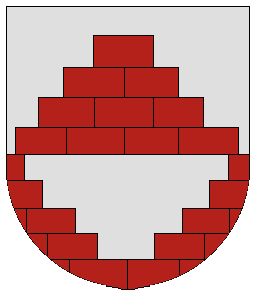
Posses släktvapen